# Фос (Верхняя Гаронна)
Фос (фр. Fos, окс. Hòs) — коммуна во Франции, находится в регионе Юг — Пиренеи. Департамент — Верхняя Гаронна. Входит в состав кантона Сен-Беа. Округ коммуны — Сен-Годенс.
Код INSEE коммуны — 31190.

## География
Коммуна расположена приблизительно в 680 км к югу от Парижа, в 100 км к юго-западу от Тулузы.
По территории коммуны протекает река Гаронна. Большую часть территории коммуны занимают леса.

## Климат
Климат умеренно-океанический. Зима мягкая и снежная, весна характеризуется сильными дождями и грозами, лето сухое и жаркое, осень солнечная. Преобладают сильные юго-восточные и северо-западные ветры.

## Население
Население коммуны на 2010 год составляло 252 человека.
| 1962 | 1968 | 1975 | 1982 | 1990 | 1999 | 2010 |
| ---- | ---- | ---- | ---- | ---- | ---- | ---- |
| 550  | 558  | 381  | 351  | 319  | 273  | 252  |

## Администрация
| Период | Период | Фамилия         | Партия                  | Примечания |
| ------ | ------ | --------------- | ----------------------- | ---------- |
| 1944   | 1947   | Пьер Серсья     |                         |            |
| 1947   | 1953   | Бертран Дюлор   |                         |            |
| 1953   | 1977   | Робер Батай     |                         |            |
| 1977   | 1993   | Жильбер Бакарья |                         |            |
| 1993   | 2014   | Жан Лафон       | Социалистическая партия |            |
| 2014   | 2020   | Франсис Дежюан  |                         |            |

## Экономика
В 2010 году среди 150 человек трудоспособного возраста (15—64 лет) 95 были экономически активными, 55 — неактивными (показатель активности — 63,3 %, в 1999 году было 66,2 %). Из 95 активных жителей работали 86 человек (47 мужчин и 39 женщин), безработных было 9 (3 мужчин и 6 женщин). Среди 55 неактивных 3 человека были учениками или студентами, 31 — пенсионерами, 21 были неактивными по другим причинам.

## Достопримечательности
- Церковь Св. Петра в оковах (XVIII век). Исторический памятник с 1986 года[4]
- Руины башни Кастерас

## Фотогалерея
- Фос
- Церковь Св. Петра в оковах
- Часовня
- Дом
- Плотина План-д’Арем
- Мост через реку Гаронна